# Vox in excelso
Vox in excelso je název papežské buly vystavené papežem Klementem V. dne 22. března 1312. Direktivy uvedené v bule měly formálně rozpustit Řád templářů, účinně zrušit jejich papežskou podporu a zrušit mandáty, které jim dali předchozí papežové ve 12. a 13. století.
S ohledem na podezření, hanbu, hlasité narážky a jiné věci, které byly vzneseny proti řádu ... a také na tajné přijetí bratra tohoto řádu; navíc vzhledem k vážnému skandálu, který vzešel z těchto věcí, se nezdálo, že by mohl být zastaven, dokud řád zůstal v bytí, a s ohledem na nebezpečí pro víru a duše a na mnoho hrozných věcí, které byly učiněny mnohými z bratří tohoto řádu, kteří upadli do hříchu zlého odpadnutí, zločinu odporného modlářství a hanebného pohoršení Sodomitů... není to bez hořkosti a smutku srdce, že rušíme výše zmíněný chrámový řád a jeho ústavu, zvyk a jméno neodvolatelným a trvale platným dekretem; a se souhlasem Svaté rady jej podrobujeme trvalému zákazu, přísně zakazujeme komukoli, aby se v budoucnu domníval, že vstoupí do zmíněného řádu, nebo že přijme nebo bude nosit jeho hábit, nebo bude působit jako templář.
Vox in excelso
Po vydání této buly následovalo pětileté období potlačování templářů, během kterého byli obviněni z různých rouhačských a heretických zločinů. Přiznání byla získávána mučením a dalšími metodami vyvinutými inkvizicí.
Mezi další buly týkající se templářů patří Pastoralis Praeeminentiae a Ad providam.